# Complexe posttraumatische stressstoornis
Complexe posttraumatische stressstoornis (CPTSS) of complex trauma is een naam voor een aanhoudende psychische ontregeling als gevolg van langdurige traumatische ervaringen. De Amerikaanse hoogleraar psychiatrie Judith Herman muntte de term en stelde er een specifieke behandelroute voor op.
CPTSS is een ernstigere vorm van posttraumatische stressstoornis (PTSS) en wordt daar vaak mee verward, maar kent een aparte diagnose in de ICD-11. De (internationaal) aanbevolen behandeling is dan ook anders, met name vanwege de speciale aandacht voor het borgen van de veiligheid van de cliënt. Het onderscheid tussen CPTSS en PTSS zit in de complexiteit en veelvoud aan symptomen en de duur van de traumatische ervaringen.
Voorbeelden van dergelijke ervaringen met een langdurig karakter zijn mishandeling in de jeugd of in een partnerrelatie op volwassen leeftijd. Deze mishandeling kan fysiek of seksueel, maar ook emotioneel of psychisch van aard zijn. Andere traumatische ervaringen zonder misbruik kunnen ook CPTSS veroorzaken, zoals het ervaren van extreme armoede, oorlog of andere ontwrichtende situaties met een langdurig karakter.
CPTSS wordt vaak in verband gebracht met personen die te maken hebben (gehad) met een narcistische ouder of partner, waarbij de eigen behoeftes en identiteit noodgedwongen weggecijferd werden. Hierbij speelt met name psychische mishandeling een rol.

## Symptomen
Bij CPTSS kunnen de symptomen van PTSS ook voorkomen, zoals herbelevingen, nachtmerries, schrik- en angstreacties op ongepaste momenten, extreme spanning door bepaalde prikkels, slaapstoornissen en vermijding van bepaalde herinneringen. Daarnaast kan er sprake zijn van de volgende symptomen:
- Een minderwaardigheidscomplex[8] (zich ‘anders’ voelen)
- Twijfelen, vastlopen, geen toekomstbeeld[4]
- Overmatige gevoelens van schaamte en schuld
- Verstoord gevoel van veiligheid (onveilig voelt veilig en andersom)[9]
- Hechtingsproblemen (onveilige of ‘gedesorganiseerde’ hechtingsstijl)[4][9][10][11]
- Aanhoudende fysieke klachten (door stress)
- Moeite met het herkennen, toelaten of reguleren van eigen emoties[4]
- Terugkerende depressies
- Dissociatie[10]
- Moeite met vertrouwen van zichzelf en anderen[4]
- Preoccupatie met de mishandelende persoon (bij mishandeling), mogelijk rechtvaardiging van het gedrag, inclusief mogelijk kopiëren van gedrag van de mishandelaar[12][13][14]
- Verhoogd risico op relatie met iemand die hen (opnieuw) mishandelt[5][9][11][15]
- Verhoogd risico op automutilatie of misbruik van drank of drugs (copingmechanismen)
- Verhoogd risico op vroegtijdige dood (door zelfmoord of impact van aanhoudende stress op de gezondheid)[16]
- Veranderingen in identiteit en persoonlijkheid[17][18]

Mensen met CPTSS hebben soms ook een complexe verhouding met de veroorzaker van het trauma. Wanneer er sprake was van mishandeling in de jeugd, kan het (innerlijke) kind toch gehecht zijn aan de mishandelaar. De persoon in kwestie was niet altijd enkel bedreigend, maar wellicht ook liefdevol op andere momenten. Deze verwarring bij een kind kan op volwassen leeftijd een mens kwetsbaarder maken voor nieuwe mishandeling. Dit kan enerzijds komen door een aangeleerd schuldgevoel bij de mishandelde (door projectie of gaslighting). Anderzijds kan dit komen door de diepgewortelde en vaak onbewuste wens om de mishandelaar uit de jeugd te ‘veranderen’ of tot inzicht te laten komen. Dit laatste fenomeen kan zich uiten in een traumaband of codependentie en het aangaan en behouden van ongezonde relaties.

## Behandeling
CPTSS is nog niet opgenomen in de DSM, maar wel in de ICD-11. Het vinden van de juiste hulp binnen de GGZ is hierdoor vaak nog lastig (omdat het instituut zich baseert op de DSM). Dat geldt niet voor de gehele geestelijke gezondheidszorg, enkel voor de GGZ.
Psychiater en hoogleraar aan de Harvard-universiteit, Judith Herman, is de eerste persoon die de term CPTSS opperde voor de gevolgen van langdurig trauma. Zij stelt in haar boek Trauma & Recovery voor dat behandeling ervan in drie fases dient te verlopen:

#### Fase 1: Het creëren en borgen van een veilige leefomgeving
Hiermee doelt Herman op het evalueren van de leefomgeving van de persoon in kwestie. Is er sprake van aanhoudende mishandeling of een andere onveilige situatie? Dan heeft het in veiligheid brengen van de persoon voorrang op de rest van de behandeling, omdat herstellen in een onveilige situatie vrijwel onmogelijk is. Herman benadrukt wel, dat de belangrijkste rode draad in de gehele behandeling is om de autonomie van de cliënt te versterken. Elke vorm van dwang is dan ook uit den boze.
De eerste fase is vaak ook de lastigste, omdat de persoon zelf niet altijd in staat is te benoemen of er sprake is van actuele mishandeling. Ook kan er sprake zijn van een traumaband. Gevoelens van schaamte, aangeleerd schuldgevoel (door projectie of gaslighting), hechting en angst (voor de gevolgen van het verlaten van het opgebouwde leven of angst voor de mishandelende persoon zelf) bemoeilijken het vinden van een veilige basis. Het is daarom noodzakelijk dat de behandelaar de cliënt informeert over de diagnose, kenmerken en vormen van mishandeling en waar nodig aanvullende hulplijnen aanbiedt. Hierin dient de kracht van de cliënt dus voorop te staan: het draait om informeren, vragen stellen, educatie wat gezond is qua gedrag (zowel van de omgeving als van de cliënt), vormen van mishandeling herkennen, bijhouden van patronen, competenties benoemen en zelfredzaamheid plannen.
Naast het evalueren en het eventueel laten aanpassen van de leefomgeving, staat ook het opbouwen van een goede vertrouwensband met de behandelaar en het herkennen van veilige personen uit de omgeving centraal in deze fase. Herman beschouwt fase 1 als de belangrijkste fase binnen de behandeling van CPTSS. Zij stelt dat een verkeerde aanpak of volgorde zelfs schadelijk kan zijn voor de persoon met CPTSS.
In Nederland wordt deze fase vaak overgeslagen, onder andere door de focus op PTSS, maar ook vanwege een andere interpretatie van de eerste fase, zie ook paragraaf 'Discussie over behandeling'.

#### Fase 2: Herinneren en rouwverwerking
Na het vaststellen van veiligheid, kan de tweede fase worden gestart. Dit kan in sommige gevallen dus pas na enkele jaren en in andere gevallen al na enkele weken, afhankelijk van de situatie waarin de cliënt zich bevindt, zo stelt Herman.
In deze tweede fase worden de herinneringen aan de traumatische gebeurtenissen besproken. Dit kan door middel van schematherapie. Het onder ogen komen van de gebeurtenissen, het toelaten van de emoties en de verwerking van gevoelens van rouw (om gevoelens van verloren jeugd of opgegeven relaties bijvoorbeeld) vormen de kern. Hierbij kunnen aanvullende therapieën als cognitieve gedragstherapie en EMDR ondersteuning bieden. EMDR zou mogelijk ook kunnen helpen bij het verbreken van een eventuele traumaband.

#### Fase 3: Connectie maken met het eigen leven en omgeving
Pas in de laatste fase kan er aandacht worden besteed aan het werken aan de relatie tussen de persoon met CPTSS en diens eigen leven en omgeving. Het leren vertrouwen op zichzelf en anderen. Hierbij zijn cognitieve gedragstherapie en schematherapie geschikte vormen van behandeling.

### Discussie over behandeling
Ook andere studies hebben tot nog toe uitgewezen dat een behandeling allereerst dient te starten met de focus op (emotionele, psychische en fysieke) veiligheid in combinatie met psycho-educatie van de cliënt en dat een multidisciplinaire aanpak nodig is voor goede resultaten.
In Nederland is er echter nog wel onenigheid over de noodzaak van het doorlopen van de eerste fase. Het is van belang hierbij op te merken dat in deze discussie voorbij wordt gegaan aan de essentie van de eerste fase: de focus in de tegenargumentatie ligt hierin op ‘emotionele stabilisatie’ bij de cliënt, in plaats van op de evaluatie en het bespreken van de psychische, emotionele en fysieke veiligheid vanuit de omgeving van de cliënt. De eerste fase wordt hiermee anders (nauwer) geïnterpreteerd dan hoe Herman het zelf adviseert richting behandelaars en hoe het internationaal door wetenschappers gezien wordt. Het onderzoek dat ingaat op de noodzaak van de eerste behandelfase is tevens gebaseerd op een groep personen met zowel PTSS als CPTSS, maar trekt toch conclusies voor de behandeling van CPTSS. Daarnaast is er niet specifiek gekeken naar de veiligheid van de situatie van de onderzochte personen:
 “Volgens de huidige behandelrichtlijnen voor complexe posttraumatische stressstoornis, dient psychotherapie voor volwassenen met CPTSS te beginnen met de ‘stabilisatiefase’. Deze fase, gericht op het aanleren van zelfregulerende strategieën, was ontworpen om te zorgen dat het individu beter in staat zou zijn om traumatherapie te tolereren. Dit onderzoeksverslag is erop gericht om het achterliggende onderzoek over deze behandelrichtlijnen voor CPTSS te evalueren en om specifiek te beoordelen of een fasegerichte aanpak noodzakelijk is.”
Hiermee wordt dus een andere invulling gegeven aan de eerste fase van de geadviseerde behandeling. De stelling dat de eerste fase was ontworpen voor een betere tolerantie van traumatherapie is dan ook uit verband getrokken van hoe Herman het bedoelde.
Herman zelf, de internationale expert die de fasegerichte behandeling als eerste adviseerde, beschrijft een belangrijk deel van die eerste behandelfase namelijk als volgt:
 “Het borgen van een veilige omgeving vergt strategische aandacht voor het economische en sociale ecosysteem van de patiënt. De patiënt moet bewust worden van de eigen middelen voor praktische en emotionele steun alsmede de realistische gevaren en kwetsbaarheden binnen diens sociale situatie. Veel patiënten kunnen niet verder komen in hun herstel vanwege hun huidige verwikkeling in onveilige of onderdrukkende relaties. Om autonomie en gemoedsrust te verkrijgen, zullen overlevers mogelijk moeilijke en pijnlijke keuzes in hun leven moeten maken. Geslagen vrouwen kunnen hun huis, vrienden en inkomen verliezen. Overlevers van kindermishandeling kunnen hun families verliezen. Politieke vluchtelingen kunnen hun huizen en thuisland verliezen. De sociale obstakels worden niet breed erkend, maar zij moeten geïdentificeerd en adequaat geadresseerd worden om het herstel door te laten gaan.” — Judith Herman (professor klinische psychiatrie te Harvard)
Daarmee benadrukt Herman dus het belang van autonomie creëren, waarbij de cliënt serieus wordt genomen en wordt aangeleerd dat CPTSS een normale reactie is op abnormale situaties. De kracht van de cliënt hervinden, is de rode lijn in haar geadviseerde behandeling. De geadviseerde behandeling binnen de GGZ, is echter gericht op het probleem zoeken binnen de cliënt inclusief het buiten beschouwing laten van de invloed van diens omgeving of ernst van de ervaringen. Hierdoor kan juist hertraumatisering plaatsvinden: stigmatisering van de ontregeling en het verder beschadigen van het zelfvertrouwen van de cliënt.

## Boeken over CPTSS
- Trauma and Recovery ISBN 9780465061716 - Judith Herman (1992)
- Rood is ja ISBN 9789026361319 - Sara Kroos (2022)
- Traumasporen ISBN 9789463160315 - Bessel van der Kolk (2016)

### Artikel voor hulpverleners
- (en) Herman, Judith L. (Januari 2002). Recovery from psychological trauma. Psychiatry and Clinical Neurosciences. DOI: 10.1046/j.1440-1819.1998.0520s5S145. Geraadpleegd op 27 december 2024.